# 주마셜 제도 중화민국 대사관
주마셜 제도 중화민국 대사관(中華民國駐馬紹爾群島大使館, Embassy of the Republic of China (Taiwan), Majuro, Republic of the Marshall Islands)은 중화민국이 마셜 제도의 수도 마주로에 설치한 대사관이다. 양국은 1998년부터 외교 관계를 유지하고 있다. 현재 주마셜 제도 중화민국 특명전권대사는 샤오셩중(蕭勝中)이다. 마셜 제도 역시 중화민국 타이베이에 대사관을 설치해 운영하고 있다. 중화민국은 미크로네시아 연방에 상주 사절을 파견하고 있지 않기 때문에 미크로네시아 연방 관련 사무도 당 대사관에서 관할하고 있다.

## 같이 보기
- 중화민국 외교부